# Codia belepensis
Codia belepensis là một loài thực vật có hoa trong họ Cunoniaceae. Loài này được H.C.Hopkins mô tả khoa học đầu tiên năm 2007.